# Championnat d'Europe de keirin masculin (juniors)
Le Championnat d'Europe de keirin masculin juniors est le championnat d'Europe de keirin organisé annuellement par l'Union européenne de cyclisme pour les cyclistes âgés de 17 et 18 ans. Le championnat organisé depuis 2003, a lieu dans le cadre des championnats d'Europe de cyclisme sur piste juniors et espoirs.

## Palmarès
| Année | Or                       | Argent              | Bronze            |
| ----- | ------------------------ | ------------------- | ----------------- |
| 2003  | Mikhail Shikhalev        | Grégory Baugé       | Michal Tokarz     |
| 2004  | Matthew Crampton         | Francesco Kanda     | Mikhail Shikhalev |
| 2005  | David Wilken             | Christos Volikakis  | Denis Spicka      |
| 2006  | Jason Kenny              | Vladimir Khozov     | Denis Spicka      |
| 2007  | Andrea Guardini          | Christian Lyte      | David Daniell     |
| 2008  | Charlie Conord           | Steven Hill         | Juan Peralta      |
| 2009  | Konstantinos Karageorgos | Alexander Reinelt   | Kévin Guillot     |
| 2010  | Benjamin Edelin          | Kévin Guillot       | Nikita Balunov    |
| 2011  | John Paul                | Max Niederlag       | Julien Palma      |
| 2012  | Mateusz Lipa             | Matthew Rotherham   | Johannes Keuchel  |
| 2013  | Alexander Dubchenko      | Jan May             | Uladzislau Novik  |
| 2014  | Patryk Rajkowski         | Moritz Meißner      | Jiří Fanta        |
| 2015  | Alexey Nosov             | Jiří Janošek        | Sébastien Vigier  |
| 2016  | Martin Čechman           | Timo Bichler        | Dmitrii Nesterov  |
| 2017  | Pavel Perchuk            | Daniel Rochna       | Cezary Laczkowski |
| 2018  | Florian Grengbo          | Cezary Łączkowski   | Jakub Šťastný     |
| 2019  | Julien Jäger             | Ivan Gladyshev      | Daan Kool         |
| 2020  | Bohdan Danylchuk         | Paul Groß           | Damien Fortis     |
| 2021  | Nikita Kalachnik         | David Shekelashvili | Paul Groß         |
| 2022  | Mattia Predomo           | Danylo Kyrychenko   | Marcin Marciniak  |
| 2023  | Pete-Collin Flemming     | Tjorven Mertens     | Etienne Oliviero  |
| 2024  | Oliver Pettifer          | Benjamin Bock       | Yeno Vingerhoets  |
| 2025  | Benjamin Bock            | Archie Gill         | Dovydas Činga     |